# Jamieńszczyzna
Jamieńszczyzna – część wsi Różaniec w Polsce, położona w województwie lubelskim, w powiecie biłgorajskim, w gminie Tarnogród.
W latach 1975–1998 Jamieńszczyzna administracyjnie należała do województwa zamojskiego.
Do I połowy XVIII wieku we wsi Różaniec istniał dwu łanowy folwark wójtowski, który był w posiadaniu Jamińskich, wnuków Jana Kuźmy (założyciela miejscowości).
Wierni Kościoła rzymskokatolickiego należą do parafii św. Antoniego Padewskiego w Różańcu.